# Gomphidia kodaguensis
Gomphidia kodaguensis är en trollsländeart som beskrevs av Fraser 1923. Gomphidia kodaguensis ingår i släktet Gomphidia och familjen flodtrollsländor. IUCN kategoriserar arten globalt som otillräckligt studerad. Inga underarter finns listade i Catalogue of Life.